# 베른하르트 클로트
베언하트 "베어니" 클로트(독일어: Bernhard "Berni" Klodt; 1926년 10월 26일~1996년 5월 23일)는 독일의 전 축구 선수이다.

## 축구 경력
그는 겔젠키르헨-비즈마크 출신이다. 그의 형 한스 클로트는 골키퍼였다.(클로트 형제를 포함해 14쌍의 형제들이 독일 국가대표팀에서 활약했다). 클로트는 현역 시절 대부분을 샬케 04에서 보냈다. 그는 1943년 1월 17일에 소속 구단의 1군 신고식을 치렀는데, 그는 6-2로 이긴 베스트팔리아 헤어네와의 이 경기에서 득점도 올렸다.
36세의 클로트는 1963년에 분데스리가 출범과 함께 은퇴했다. 그는 마지막 경기인 1-0으로 이긴 1963년 6월 18일자 불가리아와의 경기에서 1-0 결승골을 넣었다. 그는 서부 오버리가 경기에 330번 출전해 129골을 기록했다.
1950년부터 1959년까지, 클로트는 19번의 서독 국가대표팀 경기에 출전해 19골을 기록했다. 그는 1954년 월드컵에 참가해 우승을 거두었고, 1958년 월드컵에도 참가했다.
클로트는 1954년 월드컵에서 헬무트 란 대신에 최우측 공격수로서 선발로 나섰었다. 그는 튀르키예와의 2경기에 출전했다. 그는 두 경기에서 모두 선방했지만, 제프 헤어베어거 감독은 유고슬라비아전에서 그를 대신해 란을 출전시키기로 결정했다. 헤어베어거의 결정은 언론이 그리 반기지 않는 반응이 자자했다. 헤어베어거의 결정은 란의 변칙적 경기 방식과 강하게 차는 힘을 통해 경기를 뒤집을 수도 있다는 데에 근거를 두었다. 란과 대조되게, 클로트는 개인적인 선수이기 보다는 이타적인 선수였다는 평을 받았다.

## 은퇴 후
현역 은퇴 후, 클로트는 샬케 04의 유소년부를 지도한 것과 양조장 판매원 등으로 일했다. 1990년에 심근 경색과 뇌졸중을 앓은 그는 오른쪽이 마비되었다.

## 경력 통계

### 클럽
출처:
| 구단               | 시즌                  | 리그                  | 리그 | 리그 | 독일 리그 | 독일 리그 | 컵   | 컵 | 유럽 | 유럽 | 기타 | 기타 | 합계 | 합계 |
| 구단               | 시즌                  | 리그명                | 출장 | 골   | 출장      | 골        | 출장 | 골 | 출장 | 골   | 출장 | 골   | 출장 | 골   |
| ------------------ | --------------------- | --------------------- | ---- | ---- | --------- | --------- | ---- | -- | ---- | ---- | ---- | ---- | ---- | ---- |
| 샬케 04            | 1942–43               | 베스트팔렌 가울리가   | 3    | 2    | 1         | 0         | —    | —  | —    | —    | 5    | 0    | 9    | 2    |
| 샬케 04            | 1943–44               | 베스트팔렌 가울리가   | 11   | 5    | 1         | 0         | 2    | 0  | —    | —    | 1    | 0    | 15   | 5    |
| 샬케 04            | 1944–45               | 베스트팔렌 가울리가   | 0    | 0    | —         | —         | —    | —  | —    | —    | —    | —    | 0    | 0    |
| 샬케 04            | 1945–46               | 베스트팔렌 란데스리가 | 5    | 2    | —         | —         | —    | —  | —    | —    | —    | —    | 5    | 2    |
| 샬케 04            | 1946–47               | 베스트팔렌 란데스리가 | 16   | 12   | —         | —         | —    | —  | —    | —    | 5    | 0    | 21   | 12   |
| 샬케 04            | 1947–48               | 서부 오버리가         | 24   | 8    | —         | —         | —    | —  | —    | —    | —    | —    | 24   | 8    |
| 샬케 04            | 합계l                 | 합계l                 | 59   | 29   | 2         | 0         | 2    | 0  | —    | —    | 11   | 0    | 74   | 29   |
| 호어스트-엠셔      | 1948–49               | 서부 오버리가         | 24   | 10   | —         | —         | —    | —  | —    | —    | —    | —    | 24   | 10   |
| 호어스트-엠셔      | 1949–50               | 서부 오버리가         | 29   | 8    | 1         | 1         | —    | —  | —    | —    | —    | —    | 30   | 9    |
| 호어스트-엠셔      | 합계                  | 합계                  | 53   | 18   | 1         | 1         | —    | —  | —    | —    | —    | —    | 54   | 19   |
| 샬케 04            | 1950–51               | 서부 오버리가         | 26   | 8    | 2         | 0         | —    | —  | —    | —    | —    | —    | 28   | 8    |
| 샬케 04            | 1951–52               | 서부 오버리가         | 28   | 16   | 6         | 2         | —    | —  | —    | —    | —    | —    | 34   | 18   |
| 샬케 04            | 1952–53               | 서부 오버리가         | 26   | 9    | —         | —         | 1    | 0  | —    | —    | —    | —    | 27   | 9    |
| 샬케 04            | 1953–54               | 서부 오버리가         | 29   | 12   | —         | —         | —    | —  | —    | —    | —    | —    | 29   | 12   |
| 샬케 04            | 서부 오버리가 1954-55 | 서부 오버리가         | 26   | 5    | —         | —         | 5    | 0  | —    | —    | —    | —    | 31   | 5    |
| 샬케 04            | 1955–56               | 서부 오버리가         | 28   | 13   | 6         | 2         | —    | —  | —    | —    | 1    | 0    | 35   | 15   |
| 샬케 04            | 1956–57               | 서부 오버리가         | 28   | 12   | —         | —         | —    | —  | —    | —    | 2    | 0    | 30   | 12   |
| 샬케 04            | 1957–58               | 서부 오버리가         | 28   | 15   | 4         | 5         | —    | —  | —    | —    | —    | —    | 32   | 20   |
| 샬케 04            | 1958–59               | 서부 오버리가         | 28   | 9    | —         | —         | —    | —  | 7    | 3    | 2    | 2    | 37   | 14   |
| 샬케 04            | 1959–60               | 서부 오버리가         | 20   | 4    | —         | —         | —    | —  | —    | —    | 1    | 0    | 21   | 4    |
| 샬케 04            | 1960–61               | 서부 오버리가         | 14   | 6    | —         | —         | —    | —  | —    | —    | —    | —    | 14   | 6    |
| 샬케 04            | 1961–62               | 서부 오버리가         | 25   | 12   | 4         | 1         | 0    | 0  | —    | —    | 2    | 1    | 31   | 14   |
| 샬케 04            | 1962–63               | 서부 오버리가         | 0    | 0    | —         | —         | 0    | 0  | —    | —    | 1    | 0    | 1    | 0    |
| 샬케 04            | 합계                  | 합계                  | 306  | 121  | 22        | 10        | 6    | 0  | 7    | 3    | 9    | 3    | 350  | 137  |
| 샬케 04 합계       | 샬케 04 합계          | 샬케 04 합계          | 365  | 150  | 24        | 10        | 8    | 0  | 7    | 3    | 20   | 3    | 424  | 166  |
| colspan=3경력 합계 | 418                   | 168                   | 25   | 11   | 8         | 0         | 7    | 3  | 20   | 3    | 478  | 185  |      |      |

1. ↑  베스트팔렌포칼(1943–1944), 베스트팔렌-영국 점령지 리그 (1947), 서부 포칼 (1955–1963) 출장 경기 포함

### 국가대표팀
| 독일 | 독일 | 독일 |
| 연도 | 출장 | 골   |
| ---- | ---- | ---- |
| 1950 | 1    | 0    |
| 1951 | 1    | 0    |
| 1952 | 3    | 1    |
| 1953 | 0    | 0    |
| 1954 | 6    | 1    |
| 1955 | 0    | 0    |
| 1956 | 2    | 0    |
| 1957 | 1    | 0    |
| 1958 | 4    | 1    |
| 1959 | 1    | 0    |
| 합계 | 19   | 3    |

## 수상

### 클럽
샬케 04
- 영국 점령지 리그: 1958

### 국가대표팀
서독
- 월드컵: 1957년

서독
- 월드컵: 1954